# John Scott Haldane

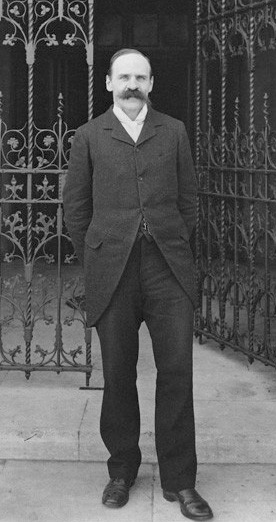
John Scott Haldane, 1902

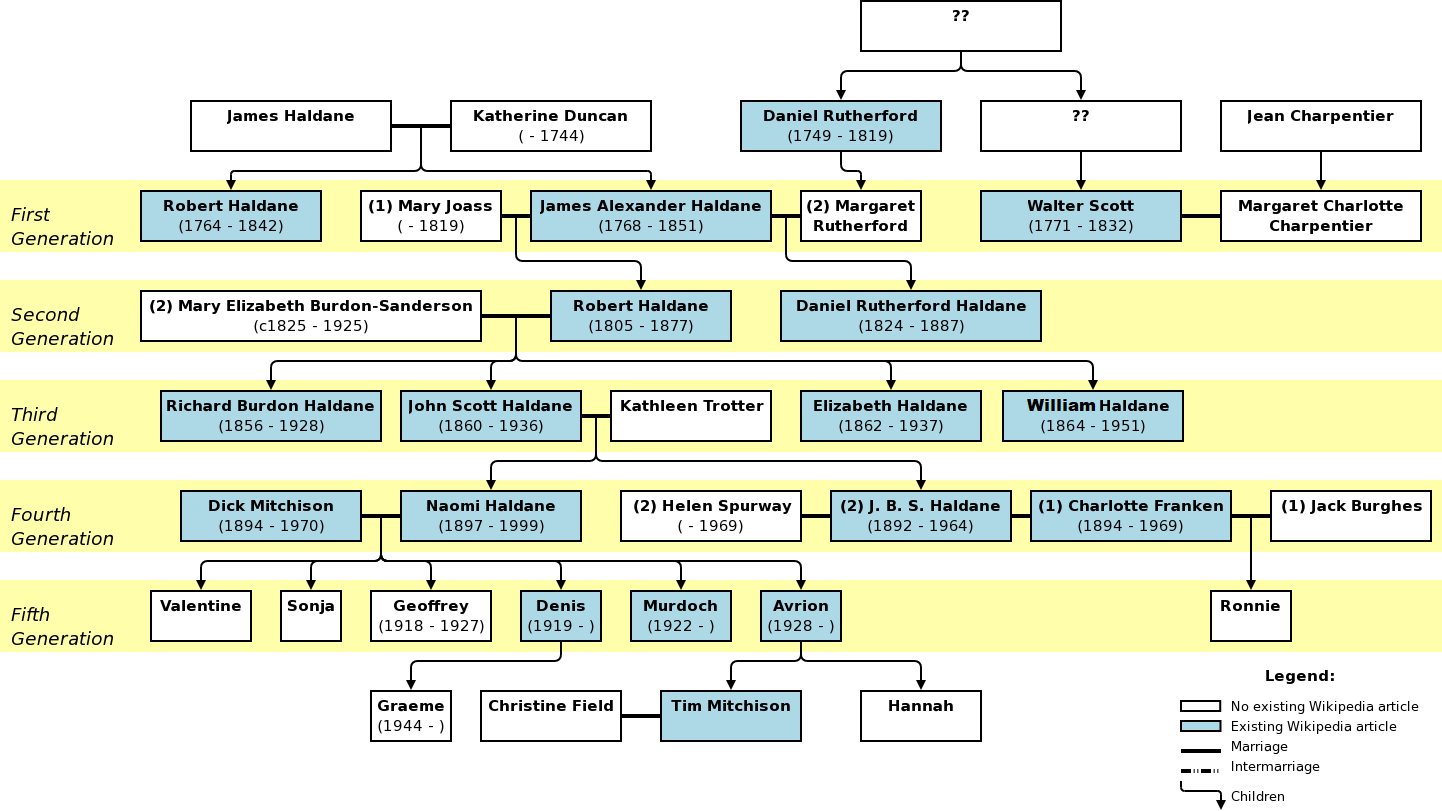
Familienstammbaum

John Scott Haldane (* 3. Mai 1860 in Edinburgh; † 15. März 1936 in Oxford) war ein schottischer Physiologe und gilt als Begründer des methodischen Holismus.

## Leben
Haldane war der Sohn eines Anwalts und studierte in Edinburgh Medizin mit dem M. D. Abschluss 1884. Danach war er an der University of Dundee und ab 1887 als Assistent seines Onkels, des Physiologie-Professors John Burdon-Sanderson, an der Universität Oxford. 1907 wurde er dort Reader in Physiologie, wechselte aber 1913 als Direktor an das Mining Research Laboratory in Doncaster (ab 1921 in Birmingham).
Bekannt wurde John Scott Haldane vor allem für seine Forschungen auf dem Gebiet der Atmung. Er entwickelte mehrere Methoden zur Untersuchung der Respiration, der Blutgasanalyse, sowie des Gasverbrauchs des Körpers. 1906 wies er in einer Arbeit mit John Priestley nach, dass nicht Sauerstoffmangel im Blut, sondern Kohlendioxidüberschuss den Atemreflex auslöst. Ferner erforschte er im Auftrage der Royal Navy die Taucherkrankheit und entwarf 1907 eine Dekompressionstabelle, die bis in die 1950er Jahre in Gebrauch war. Außerdem regte er an, für die bessere Tarierung der Taucher, ihre Helmtauchgeräte mit einem Bleigurt zu versehen. Seine Erkenntnisse ermöglichten unter anderem der Royal Navy den Einsatz von Tauchern bei der Bergung von Gold aus der Laurentic ab 1917. Während des Ersten Weltkriegs befasste er sich mit Möglichkeiten, die britischen Soldaten vor von den Deutschen eingesetztem Giftgas zu schützen. Verdienste erwarb er sich auch in der Untersuchung von Grubenunglücken, worüber er 1896 einen einflussreichen Bericht veröffentlichte (Causes of death in colliery explosions). Er wies darauf hin, dass die Mehrzahl der Todesfälle auf Kohlenmonoxidvergiftung zurückzuführen war, und schlug die Verwendung von Mäusen zur Anzeige einer Gefährdung durch Kohlenmonoxid vor, die wegen ihres höheren Stoffwechselumsatzes früher als Menschen reagieren.
Von ihm wurde der Haldane-Effekt postuliert, der die Abhängigkeit des CO2-Transportvermögens im Blut vom O2-Partialdruck beschreibt.
Mit seinen Werken The Philosophical Basis of Biology, London 1931 (dt. Die philosophischen Grundlagen der Biologie, Berlin 1932) und The Philosophy of a Biologist, Oxford 1935 (dt.: Die Philosophie eines Biologen, Jena 1936) legte John Scott Haldane den Grundstein für die Philosophie des methodischen Holismus, der bestreitet, dass sich mit dem Verhalten einzelner Teile das jeweilige Ganze vollständig erklären lässt.
1916 bekam er die Royal Medal der Royal Society verliehen. Seit 1934 war er Ehrenmitglied (Honorary Fellow) der Royal Society of Edinburgh. 1935 wurde er in die National Academy of Sciences gewählt.
John Scott Haldanes Sohn John Burdon Sanderson Haldane war Genetiker. John Scott Haldanes Bruder Richard Burdon Haldane, 1. Viscount Haldane, war Lord Chancellor im House of Lords.
Der Roman-Autor Aldous Huxley wohnte eine Zeit lang bei Haldanes und parodierte Haldane in der Figur des Wissenschaftlers Edward Tantamount im Roman Kontrapunkt des Lebens.

## Werke (Auswahl)
- Life and Mechanism, in: Mind, Vol. 9, Nr. 33,  1884, S. 27–47.
- Organism and Environment as illustrated by the physiology of breathing, New Haven 1917
- Symposium: Are physical, biological ans psychological categories irreducible? I., in: Carr, Wildon (Hrsg.): Life and finite individuality, Aristotelian Society. Supplementary Volume 1, London 1918
- mit John Priestley: Respiration, New Haven (1922) 2. Aufl. 1927
- Mechanism, Life and Personality, (1923), Westport 1973
- The sciences and philosophy, London 1928
- The Philosophical Basis of Biology. London 1931.
- The Philosophy of a Biologist. Oxford 1935.
- (mit Priestley, J. G.): Respiration, New Edition, Oxford 1935
- The physiology of Descartes and its modern developments, in: Acta Biotheoretica, Vol. I, 1935, S. 5–16.
- Bücher von und über John Scott Haldane im Internet Archive – online